# Frits Warmolt Went
Fritz Warmolt Went (Utrecht, 18 de mayo de 1903-Condado de White Pine, Nevada; 1 de mayo de 1990) fue un botánico y biólogo neerlandés, profesor de Botánica y director del Jardín Botánico de la Universidad de Utrecht.
Es mayormente conocido por sus experimentos de 1928 demostrando la existencia de auxina en las plantas.

## Biografía
En 1927 obtiene su doctorado por la Universidad de Utrecht, con una tesis sobre los efectos de la hormona vegetal auxina, entonces trabajó como patólogo de plantas en los laboratorios de investigación del Real Jardín Botánico de Buitenzorg, Indias Orientales Neerlandesas (actual Bogor, Indonesia) desde 1927 hasta 1933. A continuación, tomó una posición en Caltech en Pasadena, California, haciendo las primeras investigaciones de hormonas vegetales. Su interés se desplazó gradualmente a las influencias ambientales sobre el crecimiento de las plantas. En Caltech fue uno de los primeros en demostrar la importancia de las hormonas en el crecimiento y desarrollo de la planta. Jugó un papel importante en el desarrollo de las hormonas vegetales sintéticos, que luego se convirtieron en la base de gran parte de la industria química agrícola.
Went es conocido por el Modelo Went-Cholodny, nombrado después de Went y del científico soviético N. Cholodny. Propusieron en 1937, después de llegar de forma independiente a las mismas conclusiones. Este es un modelo de principios que describe las propiedades fototrópicos y gravitrópicas de brotes emergentes de monocotiledóneas. Se propone que la auxina, una hormona del crecimiento vegetal, se sintetiza en la punta del coleoptilo, detectando luz o gravedad y enviará la auxina por el lado adecuado del foco. Esto provoca un crecimiento asimétrico de un lado de la planta. Como resultado, la planta comenzará a doblarse hacia una fuente de luz o hacia la superficie.
Financiado por donantes generosos, construyó una serie de invernaderos en Caltech en la que podría variar las condiciones de luz, humedad, temperatura, calidad del aire y otras variables. En 1949 construyó un nuevo gran complejo de habitaciones de clima controlado llamado el Laboratorio de Investigación de Plantas Earhart, también conocido como el "fitotrón". Allí se produce la investigación fundamental de los efectos de la contaminación del aire sobre el crecimiento de las plantas.
En 1958, fue nombrado director del Jardín Botánico de Missouri y profesor de Botánica en Universidad de Washington en St. Louis, en un punto convertido en una reconocida autoridad mundial sobre el crecimiento vegetal. Se mudó de Pasadena a St. Louis con su esposa Catharina y sus dos hijos, Hans y Anneka. Después de la apertura del Climatron, primer invernadero de cúpula geodésica del mundo, la visión de Went de un Jardín Botánico de Missouri renovado finalmente entró en conflicto con el de su Patronato, y renunció como director en 1963. Después de dos años como simplemente profesor de Botánica en la Universidad de Washington, en 1965 se convirtió en director del Instituto de Investigación del Desierto en la Universidad de Nevada-Reno, donde continuó su investigación sobre las plantas del desierto por el resto de su carrera, y en ocasiones daba conferencias en el Departamento de Biología de la Universidad de Nevada-Reno. Se mantuvo activo en muchos campos de la botánica hasta su muerte en 1990.
Era hijo del botánico Friedrich August Ferdinand Christian Went (Frits Went).

## Algunas publicaciones
- Wuchsstoff und Wachstum. J.H. de Bussy, 1927

- con Kenneth Vivian Thimann: Phytohormones. 1937, reeditado con licencia literaria, LLC 2012, ISBN 125823632X
  - 植物ホルモン. 養賢堂, 1951

- Soziologie der Epiphyten eines tropischen Urwaldes. E.J. Brill, 1940

- con Paul-Emile Pilet: Control of Growth of „Lens Culinaris“. 1956

- The Plants, Time Life 1963
  - As plantas. J. Olympio, 1969
  - 植物. タイムライフインターナショナル, 1969
  - Las plantas. Ed. Offset Multicolor, 1972
  - В мире растений. Мир, 1972
  - Die Pflanzen. Rowohlt, 1976, ISBN 3499180618
  - Les Plantes. Time-Life international, 1976

- The Ecology of Desert Plants. Northern Nevada Native Plant Society, 1984

- The Earhart Plant Research Laboratory, reeditado con licencia literaria LLC 2013, ISBN 9781258655259

- The Experimental Control of Plant Growth, reeditado con licencia literaria LLC 2012. In: Chronica Botanica 17 ISBN 9781258248918

- Black Carbon Means Blue Sky: The Hazes in the Atmosphere.

- La abreviatura «F.W.Went» se emplea para indicar a Frits Warmolt Went como autoridad en la descripción y clasificación científica de los vegetales.[3]